# Cyaanzuurstofzuur
De groep der cyaanzuurstofzuren, soms ook als hydroxocyanen aangeduid, omvat een groep isomere verbindingen met als brutoformule CHNO. Alle varianten zijn instabiel:
- Cyaanzuur: H-O-C≡N (zout, ester: cyanaat)
- Isocyaanzuur: O=C=N-H (zout: cyanaat; ester: isocyanaat)
- Fulminezuur: H-C≡N-O (zout, ester: fulminaat)
- Isofulminezuur: C≡N-O-H (zout: fulminaat; ester: isofulminaat)

De isozouten worden niet apart benoemd omdat het positieve ion geen vaste plaats heeft ten opzichte van het negatieve ion. Het is dus niet mogelijk te zeggen welke kant van het negatieve ion aan het kation gekoppeld is. Dit in tegenstelling tot de esters, waarbij de koppeling wel op één bepaalde plaats aan de zuurgroep gebonden is.